# Annaberg (Pass)
Der Annaberg ist ein 976 m ü. A. hoher Pass in Niederösterreich, der die Täler der Türnitzer Traisen und der Erlauf verbindet. Über ihn führt als Passstraße die Mariazeller Straße B20. Direkt am Scheitel liegt Annaberg, der Hauptort der Gemeinde Annaberg.
Die Straße führt, von Türnitz kommend, in zahlreichen Kehren auf die Passhöhe und Richtung Mariazell wieder hinunter, bevor sie auf den etwas höheren Josefsberg wieder ansteigt. Bei Schneelage besteht oft Schneekettenpflicht für LKW.
Die niedrigste Stelle befindet sich aber nordwestlich vom Annaberg, wo das Tal bereits auf einer Seehöhe von 925 m ü. A. überschritten werden kann.
Über Annaberg führt auch eine seltener begangene Variante der Via Sacra nach Mariazell.
Knapp zwei Kilometer östlich des Annabergpasses befindet sich das Annaberger Gscheid 1020 m ü. A., auch Am Gescheid genannt, das über das Flusssystem der Walster weiterführt.